# Rain marks (modelarstwo)

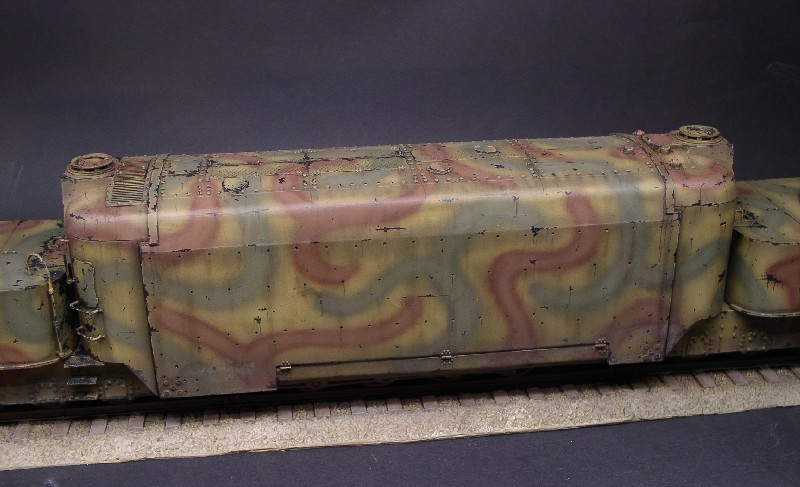
Przykładowe zacieki i wypłowienia na modelu redukcyjnym w skali 1/35

Rain marks to efekt stosowany w modelarstwie redukcyjnym imitujący działanie warunków atmosferycznych na budowany obiekt. Są to przede wszystkim różnego rodzaju zacieki i przebarwienia będące skutkiem padającego deszczu.